# Homalanthus populneus
Homalanthus populneus là một loài thực vật có hoa trong họ Đại kích. Loài này được (Geiseler) Pax mô tả khoa học đầu tiên năm 1892.